# KCalc
KCalc — свободная программа-калькулятор для арифметических расчётов, входящая в проект KDE.

## Свойства
KCalc является аналогом программы «Калькулятор», входящей в состав Windows. KCalc выполняет стандартные арифметические операции, логарифмические, степенные, тригонометрические вычисления, операции с памятью и др. Кроме того, KCalc содержит ряд математических и физических констант.